# Sekule
Sekule (maďarsky Székelyfalva; do roku 1882 Szekula, německy Sekeln) jsou obec na Slovensku v okrese Senica v Trnavském kraji. Obec leží na trojmezí Slovenska, Česka a Rakouska. Žije zde přibližně 1 800 obyvatel. První písemná zmínka o obci pochází z roku 1402.
Obec Sekule leží v severozápadní části Borské nížiny u soutoku řek Moravy, Dyje a Myjavy. Ráz okolí obce je nížinný. Nedaleko od obce je zatopená pískovna využívaná k rekreaci a vodním sportům.
V železniční stanici Sekule došlo 5. srpna 1947 k železniční nehodě, při níž zemřelo 19 lidí.